# Mistrovství Evropy v basketbalu mužů 2007
35. mistrovství Evropy  v basketbalu proběhlo ve dnech 16. září – 25. září ve Španělsku.
Turnaje se zúčastnilo 16 týmů, rozdělených do čtyř čtyřčlenných skupin. První tři družstva postoupila do dvou osmifinálových skupin z nichž nejlepší čtyři družstva se kvalifikovala do Play off. Titul mistra Evropy získal tým Ruska.

## Výsledky a tabulky

### Základní skupiny

#### Skupina A
|    |        | RUS   | GRE    | ISR   | SER    | V | P | Skóre   | B |
| 1. | Rusko  | ***   | 61:53  | 90:56 | 73:65  | 3 | 0 | 224:174 | 6 |
| 2. | Řecko  | 53:61 | ***    | 76:66 | 68:67p | 2 | 1 | 197:194 | 5 |
| 3. | Izrael | 56:90 | 66:76  | ***   | 87:83  | 1 | 2 | 209:249 | 4 |
| 4. | Srbsko | 65:73 | 67:68p | 83:87 | ***    | 0 | 3 | 215:228 | 3 |

#### Skupina B
|    |             | CRO   | ESP   | POR   | LAT   | V | P | Skóre   | B |
| 1. | Chorvatsko  | ***   | 85:84 | 70:68 | 77:85 | 2 | 1 | 252:237 | 5 |
| 2. | Španělsko   | 84:85 | ***   | 82:65 | 93:77 | 2 | 1 | 259:218 | 5 |
| 3. | Portugalsko | 68:70 | 65:82 | ***   | 77:67 | 1 | 2 | 201:239 | 4 |
| 4. | Lotyšsko    | 85:77 | 77:93 | 67:77 | ***   | 1 | 2 | 229:247 | 4 |

#### Skupina C
|    |         | LIT   | GER    | TUR   | CZE    | V | P | Skóre   | B |
| 1. | Litva   | ***   | 84:80  | 85:69 | 95:75  | 3 | 0 | 264:224 | 6 |
| 2. | Německo | 80:84 | ***    | 79:49 | 83:78p | 2 | 1 | 242:211 | 5 |
| 3. | Turecko | 69:85 | 49:79  | ***   | 80:72  | 1 | 2 | 198:236 | 4 |
| 4. | Česko   | 75:95 | 78:83p | 72:80 | ***    | 0 | 3 | 225:258 | 3 |

#### Skupina D
|    |           | SLO   | FRA   | ITA   | POL   | V | P | Skóre   | B |
| 1. | Slovinsko | ***   | 67:66 | 69:68 | 70:52 | 3 | 0 | 206:186 | 6 |
| 2. | Francie   | 66:67 | ***   | 69:62 | 74:66 | 2 | 1 | 209:195 | 5 |
| 3. | Itálie    | 68:69 | 62:69 | ***   | 79:70 | 1 | 2 | 209:208 | 4 |
| 4. | Polsko    | 52:70 | 66:74 | 70:79 | ***   | 0 | 3 | 188:223 | 3 |

### Osmifinále

#### Skupina A
|    |             | ESP    | RUS    | GRE    | CRO    | POR    | ISR    | V | P | Skóre   | B |
| 1. | Španělsko   | ***    | 81:69  | 76:58  | 84:85* | 82:65* | 99:73  | 4 | 1 | 422:350 | 9 |
| 2. | Rusko       | 69:81  | ***    | 61:53* | 83:70  | 78:65  | 90:56* | 4 | 1 | 381:325 | 9 |
| 3. | Řecko       | 58:76  | 53:61* | ***    | 81:78  | 85:67  | 76:66* | 3 | 2 | 353:348 | 8 |
| 4. | Chorvatsko  | 85:84* | 70:83  | 78:81  | ***    | 70:68* | 75:80  | 2 | 3 | 378:396 | 7 |
| 5. | Portugalsko | 65:82* | 65:78  | 67:85  | 68:70* | ***    | 94:85  | 1 | 4 | 359:400 | 6 |
| 6. | Izrael      | 73:99* | 56:90* | 66:76  | 80:75  | 85:94  | ***    | 1 | 4 | 360:434 | 6 |

- s hvězdičkou = zápasy ze základní skupiny.

#### Skupina B
|    |           | LIT    | SLO    | FRA    | GER    | ITA    | TUR    | V | P | Skóre   | B  |
| 1. | Litva     | ***    | 80:61  | 88:73  | 84:80* | 79:74  | 85:69* | 5 | 0 | 416:357 | 10 |
| 2. | Slovinsko | 61:80  | ***    | 67:66* | 77:47  | 69:68* | 66:51  | 4 | 1 | 340:312 | 9  |
| 3. | Francie   | 73:88  | 66:67* | ***    | 78:66  | 69:62* | 85:64  | 3 | 2 | 371:347 | 8  |
| 4. | Německo   | 80:84* | 47:77  | 66:78  | ***    | 67:58  | 79:49* | 2 | 3 | 339:346 | 7  |
| 5. | Itálie    | 74:79  | 68:69* | 62:69* | 58:67  | ***    | 84:75p | 1 | 4 | 346:359 | 6  |
| 6. | Turecko   | 69:85* | 51:66  | 64:85  | 49:79* | 75:84p | ***    | 0 | 5 | 308:399 | 5  |

- s hvězdičkou = zápasy ze základní skupiny.

### Čtvrtfinále
| 13. září 2007 17:30 | Zpráva | Rusko                                           | 75 – 71 | Francie   |  | Palacio de Deportes de la Comunidad de Madrid, Madrid Rozhodčí: Nikolaos Zavlanos (GRE), Ilija Belošević (SER), Gzregorz Ziemblicki (POL) |
| 13. září 2007 17:30 | Zpráva | Skóre po čtvrtinách: 21:23, 18:19, 14:14, 22:15 |         |           |  | Palacio de Deportes de la Comunidad de Madrid, Madrid Rozhodčí: Nikolaos Zavlanos (GRE), Ilija Belošević (SER), Gzregorz Ziemblicki (POL) |
| 13. září 2007 17:30 | Zpráva | Chrjapa 20                                      | Body    | Diaw 23   |  | Palacio de Deportes de la Comunidad de Madrid, Madrid Rozhodčí: Nikolaos Zavlanos (GRE), Ilija Belošević (SER), Gzregorz Ziemblicki (POL) |
| 13. září 2007 17:30 | Zpráva | Chrjapa 16                                      | Dosk.   | Turiaf 11 |  | Palacio de Deportes de la Comunidad de Madrid, Madrid Rozhodčí: Nikolaos Zavlanos (GRE), Ilija Belošević (SER), Gzregorz Ziemblicki (POL) |
| 13. září 2007 17:30 | Zpráva | Chrjapa 2                                       | Asist.  | Parker 3  |  | Palacio de Deportes de la Comunidad de Madrid, Madrid Rozhodčí: Nikolaos Zavlanos (GRE), Ilija Belošević (SER), Gzregorz Ziemblicki (POL) |

| 13. září 2007 21:30 | Zpráva | Španělsko                                       | 83 – 55 | Německo     |  | Palacio de Deportes de la Comunidad de Madrid, Madrid Rozhodčí: Luigi Lamonica (ITA), Kestutis Pilipauskas (LIT), Anibal Castaño (FRA) |
| 13. září 2007 21:30 | Zpráva | Skóre po čtvrtinách: 18:14, 22:13, 26:16, 17:12 |         |             |  | Palacio de Deportes de la Comunidad de Madrid, Madrid Rozhodčí: Luigi Lamonica (ITA), Kestutis Pilipauskas (LIT), Anibal Castaño (FRA) |
| 13. září 2007 21:30 | Zpráva | Calderón 17                                     | Body    | Nowitzki 11 |  | Palacio de Deportes de la Comunidad de Madrid, Madrid Rozhodčí: Luigi Lamonica (ITA), Kestutis Pilipauskas (LIT), Anibal Castaño (FRA) |
| 13. září 2007 21:30 | Zpráva | 3 hráči 5                                       | Dosk.   | Jagla 7     |  | Palacio de Deportes de la Comunidad de Madrid, Madrid Rozhodčí: Luigi Lamonica (ITA), Kestutis Pilipauskas (LIT), Anibal Castaño (FRA) |
| 13. září 2007 21:30 | Zpráva | Jiménez, Mumbrú 2                               | Asist.  | Hamann 6    |  | Palacio de Deportes de la Comunidad de Madrid, Madrid Rozhodčí: Luigi Lamonica (ITA), Kestutis Pilipauskas (LIT), Anibal Castaño (FRA) |

| 14. září 2007 19:00 | Zpráva | Litva                                           | 74 – 72 | Chorvatsko  |  | Palacio de Deportes de la Comunidad de Madrid, Madrid Rozhodčí: Lazaros Voreadis (GRE), Saša Pukl (SLO), Oliver Krause (GER) |
| 14. září 2007 19:00 | Zpráva | Skóre po čtvrtinách: 17:19, 21:16, 15:20, 21:17 |         |             |  | Palacio de Deportes de la Comunidad de Madrid, Madrid Rozhodčí: Lazaros Voreadis (GRE), Saša Pukl (SLO), Oliver Krause (GER) |
| 14. září 2007 19:00 | Zpráva | Songaila 20                                     | Body    | Planinić 16 |  | Palacio de Deportes de la Comunidad de Madrid, Madrid Rozhodčí: Lazaros Voreadis (GRE), Saša Pukl (SLO), Oliver Krause (GER) |
| 14. září 2007 19:00 | Zpráva | Kleiza 9                                        | Dosk.   | Barać 6     |  | Palacio de Deportes de la Comunidad de Madrid, Madrid Rozhodčí: Lazaros Voreadis (GRE), Saša Pukl (SLO), Oliver Krause (GER) |
| 14. září 2007 19:00 | Zpráva | Jasikevičius 8                                  | Asist.  | Planinić 5  |  | Palacio de Deportes de la Comunidad de Madrid, Madrid Rozhodčí: Lazaros Voreadis (GRE), Saša Pukl (SLO), Oliver Krause (GER) |

| 14. září 2007 21:30 | Zpráva | Slovinsko                                       | 62 – 63 | Řecko         |  | Palacio de Deportes de la Comunidad de Madrid, Madrid Rozhodčí: Fabio Facchini (ITA), Dubravko Muhvić (CRO), Ivo Dolinek (CZE) |
| 14. září 2007 21:30 | Zpráva | Skóre po čtvrtinách: 17:14, 17:14, 17:12, 11:23 |         |               |  | Palacio de Deportes de la Comunidad de Madrid, Madrid Rozhodčí: Fabio Facchini (ITA), Dubravko Muhvić (CRO), Ivo Dolinek (CZE) |
| 14. září 2007 21:30 | Zpráva | Nesterović 16                                   | Body    | Papaloukas 17 |  | Palacio de Deportes de la Comunidad de Madrid, Madrid Rozhodčí: Fabio Facchini (ITA), Dubravko Muhvić (CRO), Ivo Dolinek (CZE) |
| 14. září 2007 21:30 | Zpráva | Nesterović 11                                   | Dosk.   | Diamantidis 6 |  | Palacio de Deportes de la Comunidad de Madrid, Madrid Rozhodčí: Fabio Facchini (ITA), Dubravko Muhvić (CRO), Ivo Dolinek (CZE) |
| 14. září 2007 21:30 | Zpráva | 4 hráči 3                                       | Asist.  | Diamantidis 3 |  | Palacio de Deportes de la Comunidad de Madrid, Madrid Rozhodčí: Fabio Facchini (ITA), Dubravko Muhvić (CRO), Ivo Dolinek (CZE) |

### Semifinále
| 15. září 2007 19:00 | Zpráva | Španělsko                                       | 82 – 77 | Řecko         |  | Palacio de Deportes de la Comunidad de Madrid, Madrid Rozhodčí: Volodymyr Drabikovskyj (UKR), Milivoje Jovčić (SER), Grzegorz Ziemblicki (POL) |
| 15. září 2007 19:00 | Zpráva | Skóre po čtvrtinách: 24:18, 17:21, 18:21, 23:17 |         |               |  | Palacio de Deportes de la Comunidad de Madrid, Madrid Rozhodčí: Volodymyr Drabikovskyj (UKR), Milivoje Jovčić (SER), Grzegorz Ziemblicki (POL) |
| 15. září 2007 19:00 | Zpráva | P. Gasol, Navarro 23                            | Body    | Spanoulis 24  |  | Palacio de Deportes de la Comunidad de Madrid, Madrid Rozhodčí: Volodymyr Drabikovskyj (UKR), Milivoje Jovčić (SER), Grzegorz Ziemblicki (POL) |
| 15. září 2007 19:00 | Zpráva | P. Gasol 6                                      | Dosk.   | Diamantidis 9 |  | Palacio de Deportes de la Comunidad de Madrid, Madrid Rozhodčí: Volodymyr Drabikovskyj (UKR), Milivoje Jovčić (SER), Grzegorz Ziemblicki (POL) |
| 15. září 2007 19:00 | Zpráva | Garbajosa 4                                     | Asist.  | Spanoulis 5   |  | Palacio de Deportes de la Comunidad de Madrid, Madrid Rozhodčí: Volodymyr Drabikovskyj (UKR), Milivoje Jovčić (SER), Grzegorz Ziemblicki (POL) |

| 15. září 2007 21:30 | Zpráva | Rusko                                           | 86 – 74 | Litva         |  | Palacio de Deportes de la Comunidad de Madrid, Madrid Rozhodčí: Luigi Lamonica (ITA), Dubravko Muhvić (CRO), Zoran Šutulović (MNG) |
| 15. září 2007 21:30 | Zpráva | Skóre po čtvrtinách: 25:12, 15:21, 25:25, 21:16 |         |               |  | Palacio de Deportes de la Comunidad de Madrid, Madrid Rozhodčí: Luigi Lamonica (ITA), Dubravko Muhvić (CRO), Zoran Šutulović (MNG) |
| 15. září 2007 21:30 | Zpráva | Kirilenko 29                                    | Body    | Šiškauskas 30 |  | Palacio de Deportes de la Comunidad de Madrid, Madrid Rozhodčí: Luigi Lamonica (ITA), Dubravko Muhvić (CRO), Zoran Šutulović (MNG) |
| 15. září 2007 21:30 | Zpráva | Kirilenko 8                                     | Dosk.   | Songaila 6    |  | Palacio de Deportes de la Comunidad de Madrid, Madrid Rozhodčí: Luigi Lamonica (ITA), Dubravko Muhvić (CRO), Zoran Šutulović (MNG) |
| 15. září 2007 21:30 | Zpráva | Chrjapa 4                                       | Asist.  | Šiškauskas 4  |  | Palacio de Deportes de la Comunidad de Madrid, Madrid Rozhodčí: Luigi Lamonica (ITA), Dubravko Muhvić (CRO), Zoran Šutulović (MNG) |

### Finále
| 16. září 2007 21:30 | Zpráva | Španělsko                                       | 59 – 60 | Rusko        |  | Palacio de Deportes de la Comunidad de Madrid, Madrid Počet diváků: 15 500 Rozhodčí: Nikolaos Zavlanos (GRE), Ilija Belošević (SER), Zoran Šutulović (MNG) |
| 16. září 2007 21:30 | Zpráva | Skóre po čtvrtinách: 22:11, 12:20, 15:15, 10:14 |         |              |  | Palacio de Deportes de la Comunidad de Madrid, Madrid Počet diváků: 15 500 Rozhodčí: Nikolaos Zavlanos (GRE), Ilija Belošević (SER), Zoran Šutulović (MNG) |
| 16. září 2007 21:30 | Zpráva | Calderón 15                                     | Body    | Kirilenko 17 |  | Palacio de Deportes de la Comunidad de Madrid, Madrid Počet diváků: 15 500 Rozhodčí: Nikolaos Zavlanos (GRE), Ilija Belošević (SER), Zoran Šutulović (MNG) |
| 16. září 2007 21:30 | Zpráva | P. Gasol 14                                     | Dosk.   | Chrjapa 12   |  | Palacio de Deportes de la Comunidad de Madrid, Madrid Počet diváků: 15 500 Rozhodčí: Nikolaos Zavlanos (GRE), Ilija Belošević (SER), Zoran Šutulović (MNG) |
| 16. září 2007 21:30 | Zpráva | P. Gasol 3                                      | Asist.  | Chrjapa 4    |  | Palacio de Deportes de la Comunidad de Madrid, Madrid Počet diváků: 15 500 Rozhodčí: Nikolaos Zavlanos (GRE), Ilija Belošević (SER), Zoran Šutulović (MNG) |

### O 3. místo
| 16. září 2007 19:00 | Zpráva | Řecko                                           | 69 – 78 | Litva                       |  | Palacio de Deportes de la Comunidad de Madrid, Madrid Rozhodčí: Fabio Facchini (ITA), Dubravko Muhvić (CRO), Saša Pukl (SLO) |
| 16. září 2007 19:00 | Zpráva | Skóre po čtvrtinách: 19:20, 15:21, 20:21, 15:16 |         |                             |  | Palacio de Deportes de la Comunidad de Madrid, Madrid Rozhodčí: Fabio Facchini (ITA), Dubravko Muhvić (CRO), Saša Pukl (SLO) |
| 16. září 2007 19:00 | Zpráva | Zisis 23                                        | Body    | K. Lavrinovič 19            |  | Palacio de Deportes de la Comunidad de Madrid, Madrid Rozhodčí: Fabio Facchini (ITA), Dubravko Muhvić (CRO), Saša Pukl (SLO) |
| 16. září 2007 19:00 | Zpráva | Diamantidis 7                                   | Dosk.   | Kleiza 8                    |  | Palacio de Deportes de la Comunidad de Madrid, Madrid Rozhodčí: Fabio Facchini (ITA), Dubravko Muhvić (CRO), Saša Pukl (SLO) |
| 16. září 2007 19:00 | Zpráva | Diamantidis 4                                   | Asist.  | K. Lavrinovič, Šiškauskas 5 |  | Palacio de Deportes de la Comunidad de Madrid, Madrid Rozhodčí: Fabio Facchini (ITA), Dubravko Muhvić (CRO), Saša Pukl (SLO) |

### O 5. - 8. místo
| 14. září 2007 14:00 | Zpráva | Francie                                         | 69 – 86 | Chorvatsko           |  | Palacio de Deportes de la Comunidad de Madrid, Madrid Rozhodčí: Fabio Facchini (ITA), Milivoje Jovčić (SER), Borys Ryžyk (UKR) |
| 14. září 2007 14:00 | Zpráva | Skóre po čtvrtinách: 13:21, 18:26, 19:14, 19:25 |         |                      |  | Palacio de Deportes de la Comunidad de Madrid, Madrid Rozhodčí: Fabio Facchini (ITA), Milivoje Jovčić (SER), Borys Ryžyk (UKR) |
| 14. září 2007 14:00 | Zpráva | Parker 18                                       | Body    | Planinić, Popović 15 |  | Palacio de Deportes de la Comunidad de Madrid, Madrid Rozhodčí: Fabio Facchini (ITA), Milivoje Jovčić (SER), Borys Ryžyk (UKR) |
| 14. září 2007 14:00 | Zpráva | Kirksay 6                                       | Dosk.   | Barać 7              |  | Palacio de Deportes de la Comunidad de Madrid, Madrid Rozhodčí: Fabio Facchini (ITA), Milivoje Jovčić (SER), Borys Ryžyk (UKR) |
| 14. září 2007 14:00 | Zpráva | Diaw 5                                          | Asist.  | Planinić, Ukić 3     |  | Palacio de Deportes de la Comunidad de Madrid, Madrid Rozhodčí: Fabio Facchini (ITA), Milivoje Jovčić (SER), Borys Ryžyk (UKR) |

| 15. září 2007 16:30 | Zpráva | Německo                                         | 69 – 65 | Slovinsko    |  | Palacio de Deportes de la Comunidad de Madrid, Madrid Rozhodčí: Juan Arteaga (ESP), Lazaros Voreadis (GRE), Oscar Lefwerth (SWE) |
| 15. září 2007 16:30 | Zpráva | Skóre po čtvrtinách: 18:16, 14:15, 14:23, 23:11 |         |              |  | Palacio de Deportes de la Comunidad de Madrid, Madrid Rozhodčí: Juan Arteaga (ESP), Lazaros Voreadis (GRE), Oscar Lefwerth (SWE) |
| 15. září 2007 16:30 | Zpráva | Nowitzki 28                                     | Body    | Lakovič 17   |  | Palacio de Deportes de la Comunidad de Madrid, Madrid Rozhodčí: Juan Arteaga (ESP), Lazaros Voreadis (GRE), Oscar Lefwerth (SWE) |
| 15. září 2007 16:30 | Zpráva | Nowitzki 10                                     | Dosk.   | Nesterović 9 |  | Palacio de Deportes de la Comunidad de Madrid, Madrid Rozhodčí: Juan Arteaga (ESP), Lazaros Voreadis (GRE), Oscar Lefwerth (SWE) |
| 15. září 2007 16:30 | Zpráva | Hamann 4                                        | Asist.  | Lakovič 6    |  | Palacio de Deportes de la Comunidad de Madrid, Madrid Rozhodčí: Juan Arteaga (ESP), Lazaros Voreadis (GRE), Oscar Lefwerth (SWE) |

### O 5. místo
| 16. září 2007 14:00 | Zpráva | Francie                                         | 74 – 88 | Slovinsko    |  | Palacio de Deportes de la Comunidad de Madrid, Madrid Rozhodčí: Luigi Lamonica (ITA), Kestutis Pilipauskas (LIT), Sreten Radović (CRO) |
| 16. září 2007 14:00 | Zpráva | Skóre po čtvrtinách: 17:18, 23:18, 17:15, 17:37 |         |              |  | Palacio de Deportes de la Comunidad de Madrid, Madrid Rozhodčí: Luigi Lamonica (ITA), Kestutis Pilipauskas (LIT), Sreten Radović (CRO) |
| 16. září 2007 14:00 | Zpráva | Parker 31                                       | Body    | Lakovič 26   |  | Palacio de Deportes de la Comunidad de Madrid, Madrid Rozhodčí: Luigi Lamonica (ITA), Kestutis Pilipauskas (LIT), Sreten Radović (CRO) |
| 16. září 2007 14:00 | Zpráva | Turiaf 8                                        | Dosk.   | Nesterović 8 |  | Palacio de Deportes de la Comunidad de Madrid, Madrid Rozhodčí: Luigi Lamonica (ITA), Kestutis Pilipauskas (LIT), Sreten Radović (CRO) |
| 16. září 2007 14:00 | Zpráva | Parker 4                                        | Asist.  | Lakovič 7    |  | Palacio de Deportes de la Comunidad de Madrid, Madrid Rozhodčí: Luigi Lamonica (ITA), Kestutis Pilipauskas (LIT), Sreten Radović (CRO) |

### O 7. místo
| 16. září 2007 16:30 | Zpráva | Chorvatsko                                      | 71 – 80 | Německo             |  | Palacio de Deportes de la Comunidad de Madrid, Madrid Rozhodčí: Juan Arteaga (ESP), Shay Shtriks (BUL), Antonio Coelho (POR) |
| 16. září 2007 16:30 | Zpráva | Skóre po čtvrtinách: 25:16, 19:20, 13:22, 14:22 |         |                     |  | Palacio de Deportes de la Comunidad de Madrid, Madrid Rozhodčí: Juan Arteaga (ESP), Shay Shtriks (BUL), Antonio Coelho (POR) |
| 16. září 2007 16:30 | Zpráva | Banić 16                                        | Body    | Nowitzki 31         |  | Palacio de Deportes de la Comunidad de Madrid, Madrid Rozhodčí: Juan Arteaga (ESP), Shay Shtriks (BUL), Antonio Coelho (POR) |
| 16. září 2007 16:30 | Zpráva | Kasun 6                                         | Dosk.   | Nowitzki 12         |  | Palacio de Deportes de la Comunidad de Madrid, Madrid Rozhodčí: Juan Arteaga (ESP), Shay Shtriks (BUL), Antonio Coelho (POR) |
| 16. září 2007 16:30 | Zpráva | Planinić 4                                      | Asist.  | Garrett, Nowitzki 4 |  | Palacio de Deportes de la Comunidad de Madrid, Madrid Rozhodčí: Juan Arteaga (ESP), Shay Shtriks (BUL), Antonio Coelho (POR) |

## Soupisky
1.  Rusko 
| - Nikita Šabalkin - John Robert Holden - Sergej Bykov | - Andrej Kirilenko - Nikita Morgunov - Pjotr Samojlenko | - Viktor Chrjapa - Zachar Pašutin - Sergej Monja | - Anton Ponkrašov - Alexej Savrasenko - Nikolaj Padius |

- Trenér: David Blatt

2.  Španělsko 
| - Pau Gasol - Rodolfo Fernández Farrés - Carlos Eduardo Cabezas Jurado | - Juan Carlos Navarro - José Manuel Calderón Borrallo - Felipe Reyes Cabanas | - Carlos Jiménez Sánchez - Sergio Rodríguez Gómez - Bernardo Rodríguez Arias | - Marc Gasol Sáez - Ále Mumbrú Murcia - Jorge Garbajosa |

- Trenér: José Vicente Hernández Fernández

3.  Litva 
| - Rimantas Kaukėnas - Giedrius Gustas - Jonas Mačiulis | - Darjuš Lavrinovič - Ramūnas Šiškauskas - Darius Songaila | - Simas Jasaitis - Linas Kleiza - Kšyštof Lavrinovič | - Šarūnas Jasikevičius - Paulius Jankūnas - Robertas Javtokas |

- Trenér: Ramūnas Butautas

4.  Řecko 
| - Thodoris Papaloukas - Giannis Bourousis - Nikos Zisis | - Vasilis Spanoulis - Panagiotis Vasilopoulos - Michalis Pelekanos | - Nikos Chatzivrettas - Dimos Dikoudis - Kostas Tsartsaris | - Dimitris Diamantidis - Lazaros Papadopoulos - Michalis Kakiouzis |

- Trenér: Panagiotis Giannakis.

5.  Německo 
| - Mithat Demirel - Ademola Okulaja - Stephen Arigbabu | - Robert Garrett - Johannes Herber - Steffen Hamann | - Demond Greene - Pascal Roller - Guido Grünheid | - Patrick Femerling - Dirk Nowitzki - Jan-Hendrik Jagla |

- Trenér: Dirk Bauermann.

6.  Chorvatsko 
| - Roko Ukić - Davor Kus - Marko Popović | - Marin Rozić - Nikola Prkačin - Marko Tomas | - Zoran Planinić - Mario Stojić - Damir Markota | - Marko Banić - Mario Kasun - Stanko Barać |

- Trenér: Jasmin Repeša.

7.  Slovinsko 
| - Sandi Čebular - Jaka Lakovič - Aleksandar Čapin | - Goran Dragič - Radoslav Nesterovič - Matjaž Smodiš | - Uroš Slokar - Jaka Klobučar - Goran Jagodnik | - Domen Lorbek - Gašper Vidmar - Erazem Lorbek |

- Trenér: Aleš Pipan.

8.  Francie 
| - Joseph Gomis - Pape Badiane - Sacha Giffa | - Yohann Sangaré - Yakhouba Diawara - Tony Parker | - Cédric Ferchaud - Florent Piétrus - Tariq Kirksay | - Boris Diaw - Ronny Turiaf - Frédéric Weis |

- Trenér: Claude Bergeaud.

9.  Itálie 
| - Marco Belinelli - Gianluca Basile - Stefano Mancinelli | - Matteo Soragna - Denis Marconato - Marco Mordente | - Andrea Bargnani - Andrea Crosariol - Massimo Bulleri | - Fabio di Bella - Luigi Datome - Angelo Gigli |

- Trenér: Carlo Recalcati.

10.  Portugalsko 
| - Miguel António Cabrita Minhava - Mario Gil Andrade Fernandes - Sérgio Bruno Antunes Selores Ramos | - Paulo César da Costa Cunha - Francisco José Coragem Jordão - Filipe da Silva | - João Gomes “Betinho” - Jorge Miguel Correia Coelho - Paulo Simão | - Élvis Garcia Monteiro Évora - Miguel Ângelo Saraiva Miranda - João Pedro Gomes Santos |

- Trenér: Valentyn Mel’nyčuk.

11.  Izrael 
| - Dror Hagag - Moran Roth - Yotam Halperin | - Lior Eliyahu - Erez Markovich - Jeron Roberts | - Guy Pnini - Meir Tapiro - Matan Naor | - Ido Kozikaro - Yaniv Green - Amit Tamir |

- Trenér: Zvi Sherf.

12.  Turecko 
| - Ender Arslan - Ermal Kuqo “Kurtoğlu” - Engin Atsür | - Cenk Akyol - Ersan İlyasova - Semih Erden | - İbrahim Kutluay - Hakan İsmail Demirel - Kerem Gönlüm | - Mehmet Okur - Kaya Peker - Hidayet Türkoğlu |

- Trenér: Bogdan Tanjević.

13.  Lotyšsko 
| - Uvis Helmanis - Aigars Vītols - Armands Šķēle | - Jānis Blūms - Raimonds Vaikulis - Gatis Jahovičs | - Sandis Valters - Pāvels Veselovs - Kaspars Cipruss | - Raitis Grafs - Kristaps Janičenoks - Andris Biedriņš |

- Trenér: Kārlis Muižnieks.

14.  Srbsko 
| - Miloš Teodosić - Branko Cvetković - Vuk Radivojević | - Zoran Erceg - Dragan Labović - Stefan Marković | - Marko Jarić - Darko Miličić - Nemanja Alexandrov | - Novica Veličković - Milenko Tepić - Milan Gurović |

- Trenér: Zoran Slavnić.

15.  Česko 
| - Štěpán Vrubl - Pavel Beneš - Maurice Whitfield | - Michal Křemen - Lukáš Kraus - Jiří Welsch | - Ladislav Sokolovský - Luboš Bartoň - Radek Nečas | - Petr Benda - Jakub Houška - Ondřej Starosta |

- Trenér: Zdeněk Hummel.

16.  Polsko 
| - Bartłomiej Wołoszyn - Andrzej Pluta - Robert Skibniewski | - Robert Witka - Filip Dylewicz - Radosław Hyży | - Adam Wójcik - Kamil Pietras - Szymon Szewczyk | - Iwo Kitzinger - Przemysław Frasunkiewicz - Łukasz Koszarek |

- Trenér: Andrej Urlep.

## Konečné pořadí
| Pořadí           | Tým         | Z | V | P | Skóre   | B  |
| ---------------- | ----------- | - | - | - | ------- | -- |
| Zlatá medaile    | Rusko       | 9 | 8 | 1 | 675:594 | 17 |
| Stříbrná medaile | Španělsko   | 9 | 7 | 2 | 739:610 | 16 |
| Bronzová medaile | Litva       | 9 | 8 | 1 | 738:659 | 17 |
| 4.               | Řecko       | 9 | 5 | 4 | 630:637 | 14 |
| 5.               | Německo     | 9 | 5 | 4 | 626:643 | 14 |
| 6.               | Chorvatsko  | 9 | 3 | 6 | 704:704 | 12 |
| 7.               | Slovinsko   | 9 | 6 | 3 | 625:570 | 15 |
| 8.               | Francie     | 9 | 4 | 5 | 659:662 | 13 |
| 9.               | Itálie      | 6 | 2 | 4 | 425:429 | 8  |
| 10.              | Portugalsko | 6 | 2 | 4 | 427:487 | 8  |
| 11.              | Izrael      | 6 | 2 | 4 | 447:517 | 8  |
| 12.              | Turecko     | 6 | 2 | 4 | 447:517 | 8  |
| 13.              | Lotyšsko    | 3 | 1 | 2 | 229:247 | 4  |
| 14.              | Srbsko      | 3 | 0 | 3 | 215:228 | 3  |
| 15.              | Česko       | 3 | 0 | 3 | 225:258 | 3  |
| 16.              | Polsko      | 3 | 0 | 3 | 188:223 | 3  |